# California State University, Long Beach Men's Volleyball 2013
Questa voce raccoglie le informazioni riguardanti la California State University, Long Beach Men's Volleyball nella stagione 2013.

## Stagione
La stagione 2013 vede tornare Alan Knipe alla guida del programma, alla sua decima stagione coi 49ers dopo tre anni di assenza; il suo staff è composto da Tyler Hildebrand e John Crutchfield, nelle vesti di assistenti allenatori, e da Andy Read come assistente allenatore volontario. La rosa dei 49ers vede quattro volti nuovi, mentre sei giocatori terminano la propria permanenza nel programma.
La stagione si apre il 4 gennaio, ma vede subito i 49ers perdere contro la Loyola University Chicago e la University of California, Irvine. La prima vittoria arriva nel terzo incontro contro la University of California, San Diego. Dopo un breve periodo di risultati alternanti, con due sconfitte e tre vittorie, arrivano tre vittorie consecutive, interrotte però dal passo falso in casa contro la Pepperdine University, seguito a sua volta da sei successi in fila. Dopo tre successi ed altrettante sconfitte, tutte interne, nelle ultime sei gare della stagione regolare i 49ers chiudono con cinque successi consecutivi.
Al Torneo MPSF il programma si presenta come testa di serie numero 3, ospitando in casa i quarti di finale vinti con un facile 3-0 sulla Stanford University. In semifinale vincono ai vantaggi del tie break contro gli Anteaters della University of California, Irvine, futuri campioni nazionali, prima di cedere in tre set alla testa di serie numero 1 del torneo, la Brigham Young University e chiudere così la propria stagione.
Tra i giocatori si distingue particolarmente Taylor Crabb, capace di ricevere anche il prestigioso premio di AVCA Division I NCAA National Player of the Year; Connor Olbright viene invece insignito di due riconoscimenti individuali, mentre i due freshman Taylor Gregory ed Andrew Sato vengono inseriti nel sestetto dei migliori debuttanti della propria conference.

## Organigramma societario
Area direttiva
- Presidente: Vic Cegles
- Direttore delle operazioni: Nick MacRae

Area tecnica
- Allenatore: Alan Knipe
- Assistente allenatore: Tyler Hildebrand, John Crutchfield
- Assistente allenatore volontario: Andy Read

## Rosa
| N° | Nome             | Ruolo | Data di nascita | Nazionalità sportiva | Anno      |
| -- | ---------------- | ----- | --------------- | -------------------- | --------- |
| 1  | Ryan Windisch    | L     |                 | Stati Uniti          | Freshman  |
| 2  | Jeff Ornee       | C     |                 | Stati Uniti          | Junior    |
| 3  | Trevor Crabb     | S     |                 | Stati Uniti          | Senior    |
| 4  | Taylor Crabb     | S     | 26 gennaio 1992 | Stati Uniti          | Junior    |
| 5  | McKay Smith      | C     |                 | Stati Uniti          | Sophomore |
| 6  | John La Rusch    | S/O   |                 | Stati Uniti          | Sophomore |
| 8  | Alex Anshus      | P     |                 | Stati Uniti          | Junior    |
| 9  | Dan Glamack      | S     |                 | Stati Uniti          | Freshman  |
| 10 | Dalton Ammerman  | S     |                 | Stati Uniti          | Junior    |
| 11 | Chris van Vuuren | S     |                 | Stati Uniti          | Junior    |
| 12 | Edgar Palos      | L     |                 | Stati Uniti          | Freshman  |
| 13 | Taylor Gregory   | C     | 6 febbraio 1993 | Stati Uniti          | Freshman  |
| 14 | Ian Satterfield  | S/O   |                 | Stati Uniti          | Junior    |
| 15 | Colten Echave    | C     |                 | Stati Uniti          | Senior    |
| 20 | Andrew Whitt     | S     |                 | Stati Uniti          | Freshman  |
| 21 | Connor Olbright  | P     |                 | Stati Uniti          | Junior    |
| 22 | Ryan Gray        | S/O   |                 | Stati Uniti          | Sophomore |
| 24 | Eric Ensing      | S/O   | 21 giugno 1994  | Stati Uniti          | Freshman  |
| 25 | John Henry       | C     |                 | Stati Uniti          | Freshman  |
| 27 | Andrew Sato      | L     |                 | Stati Uniti          | Freshman  |

## Mercato
| Acquisti | Acquisti      | Acquisti            | Acquisti   |
| R.       | Nome          | da                  | Modalità   |
| -------- | ------------- | ------------------- | ---------- |
| L        | Ryan Windisch | Irvine Valley       | definitivo |
| L        | Edgar Palos   | Huntington Beach HS | definitivo |
| S        | Andrew Whitt  | Laguna Hills        | definitivo |
| S/O      | Eric Ensing   | Valencia HS         | definitivo |

| Cessioni | Cessioni        | Cessioni | Cessioni   |
| R.       | Nome            | a        | Modalità   |
| -------- | --------------- | -------- | ---------- |
| L        | Matt Silver     | -        | definitivo |
| S/O      | Jim Baughman    | -        | definitivo |
| L        | Kyle McElderry  | -        | definitivo |
| S        | Brad Hemmerling | -        | definitivo |
| S/O      | Srdjan Nadazdin | -        | definitivo |
| C        | Ryan Meehan     | -        | definitivo |

## Risultati

### Division I NCAA

#### Regular season

##### Girone
| 4 gennaio 2013 Thunderdome, Santa Barbara     | Loyola Chicago      | 3 - 0 | CSU Long Beach      | 25-18, 25-22, 25-15               |
| 4 gennaio 2013 Thunderdome, Santa Barbara     | UC Irvine           | 3 - 0 | CSU Long Beach      | 25-20, 25-23, 25-14               |
| 5 gennaio 2013 Thunderdome, Santa Barbara     | UC San Diego        | 2 - 3 | CSU Long Beach      | 25-21, 21-25, 18-25, 25-16, 12-15 |
| 9 gennaio 2013 Thunderdome, Santa Barbara     | UC Santa Barbara    | 3 - 0 | CSU Long Beach      | 25-17, 25-21, 25-22               |
| 15 gennaio 2013 Pauley Pavilion, Los Angeles  | UC Los Angeles      | 1 - 3 | CSU Long Beach      | 23-25, 22-25, 25-16, 17-25        |
| 18 gennaio 2013 Walter Pyramid, Long Beach    | CSU Long Beach      | 3 - 2 | Hawaii              | 25-17, 25-23, 22-25, 27-29, 16-14 |
| 19 gennaio 2013 Walter Pyramid, Long Beach    | CSU Long Beach      | 3 - 0 | Hawaii              | 25-14, 25-18, 25-18               |
| 25 gennaio 2013 Bren Center, Irvine           | UC Irvine           | 3 - 2 | CSU Long Beach      | 23-25, 25-19, 20-25, 25-16, 15-13 |
| 26 gennaio 2013 RIMAC Arena, La Jolla         | UC San Diego        | 1 - 3 | CSU Long Beach      | 17-25, 17-25, 25-17, 20-25        |
| 29 gennaio 2013 Van Dyne Gym, Riverside       | California Baptist  | 1 - 3 | CSU Long Beach      | 28-26, 21-25, 25-27, 23-25        |
| 1º febbraio 2013 Smith Fieldhouse, Provo      | Brigham Young       | 2 - 3 | CSU Long Beach      | 23-25, 25-19, 18-25, 25-16, 10-15 |
| 6 febbraio 2013 Walter Pyramid, Long Beach    | CSU Long Beach      | 0 - 3 | Pepperdine          | 22-25, 24-26, 21-25               |
| 8 febbraio 2013 Walter Pyramid, Long Beach    | CSU Long Beach      | 3 - 1 | Southern California | 25-21, 25-21, 20-25, 25-22        |
| 15 febbraio 2013 Walter Pyramid, Long Beach   | CSU Long Beach      | 3 - 0 | Pacific             | 25-19, 25-22, 25-19               |
| 16 febbraio 2013 Walter Pyramid, Long Beach   | CSU Long Beach      | 3 - 0 | Stanford            | 25-20, 25-18, 25-11               |
| 22 febbraio 2013 The Matadome, Los Angeles    | CSU Northridge      | 1 - 3 | CSU Long Beach      | 25-22, 21-25, 22-25, 23-25        |
| 1º marzo 2013 Walter Pyramid, Long Beach      | CSU Long Beach      | 3 - 0 | UC Santa Barbara    | 25-23, 25-20, 25-22               |
| 6 marzo 2013 Walter Pyramid, Long Beach       | CSU Long Beach      | 3 - 0 | UC San Diego        | 25-15, 28-26, 25-20               |
| 9 marzo 2013 Walter Pyramid, Long Beach       | CSU Long Beach      | 1 - 3 | UC Irvine           | 23-25, 27-29, 25-23, 22-25        |
| 13 marzo 2013 Walter Pyramid, Long Beach      | CSU Long Beach      | 2 - 3 | UC Los Angeles      | 25-21, 25-21, 18-25, 24-26, 10-15 |
| 15 marzo 2013 Walter Pyramid, Long Beach      | CSU Long Beach      | 3 - 2 | George Mason        | 25-20, 25-21, 20-25, 23-25, 15-9  |
| 16 marzo 2013 Walter Pyramid, Long Beach      | CSU Long Beach      | 3 - 0 | IPFW                | 26-24, 25-17, 25-20               |
| 21 marzo 2013 Walter Pyramid, Long Beach      | CSU Long Beach      | 3 - 2 | California Baptist  | 25-20, 25-17, 23-25, 23-25, 15-6  |
| 23 marzo 2013 Walter Pyramid, Long Beach      | CSU Long Beach      | 0 - 3 | Brigham Young       | 22-25, 13-25, 15-25               |
| 29 marzo 2013 Alex G. Spanos Center, Stockton | Pacific             | 1 - 3 | CSU Long Beach      | 23-25, 25-27, 25-19, 16-25        |
| 30 marzo 2013 Maples Pavilion, Stanford       | Stanford            | 2 - 3 | CSU Long Beach      | 10-25, 23-25, 25-18, 25-21, 6-15  |
| 4 aprile 2013 Galen Center, Los Angeles       | Southern California | 0 - 3 | CSU Long Beach      | 17-25, 17-25, 17-25               |
| 6 aprile 2013 Firestone Fieldhouse, Malibù    | Pepperdine          | 2 - 3 | CSU Long Beach      | 25-20, 25-21, 14-25, 22-25, 11-15 |
| 13 aprile 2013 Walter Pyramid, Long Beach     | CSU Long Beach      | 3 - 0 | CSU Northridge      | 25-14, 25-21, 25-23               |

##### Torneo MPSF
| 20 aprile 2013 - Quarti di finale Walter Pyramid, Long Beach | CSU Long Beach #3 | 3 - 0 | Stanford #6       | 25-21, 25-17, 30-28               |
| 25 aprile 2013 - Semifinale Smith Fieldhouse, Provo          | UC Irvine #2      | 2 - 3 | CSU Long Beach #3 | 22-25, 25-22, 25-20, 15-25, 20-22 |
| 27 aprile 2013 - Finale Smith Fieldhouse, Provo              | Brigham Young #1  | 3 - 0 | CSU Long Beach #3 | 28-26, 25-22, 25-22               |

## Statistiche

### Statistiche di squadra
| Competizione    | Punti | In casa | In casa | In casa | In trasferta | In trasferta | In trasferta | Campo neutro | Campo neutro | Campo neutro | Totale | Totale | Totale |
| Competizione    | Punti | G       | V       | P       | G            | V            | P            | G            | V            | P            | G      | V      | P      |
| --------------- | ----- | ------- | ------- | ------- | ------------ | ------------ | ------------ | ------------ | ------------ | ------------ | ------ | ------ | ------ |
| NCAA Division I | .768  | 16      | 12      | 4       | 12           | 9            | 3            | 4            | 3            | 1            | 32     | 24     | 8      |
| Totale          | .768  | 16      | 12      | 4       | 12           | 9            | 3            | 4            | 3            | 1            | 32     | 24     | 8      |

G = partite giocate; V = partite vinte; P = partite perse

### Statistiche dei giocatori
| Giocatore      | Division I NCAA | Division I NCAA | Division I NCAA | Division I NCAA | Division I NCAA | Totale | Totale | Totale | Totale | Totale |
| Giocatore      | P               | PT              | AV              | MV              | BV              | P      | PT     | AV     | MV     | BV     |
| -------------- | --------------- | --------------- | --------------- | --------------- | --------------- | ------ | ------ | ------ | ------ | ------ |
| D. Ammerman    | 31              | 427             | 333             | 71              | 23              | 31     | 427    | 333    | 71     | 23     |
| A. Anshus      | 5               | 1               | 0               | 0               | 1               | 5      | 1      | 0      | 0      | 1      |
| Ta. Crabb      | 32              | 597             | 502             | 72              | 23              | 32     | 597    | 502    | 23     | 72     |
| Tr. Crabb      | 16              | 57              | 43              | 13              | 1               | 16     | 57     | 43     | 13     | 1      |
| C. Echave      | 30              | 315             | 187             | 107             | 21              | 30     | 315    | 187    | 107    | 21     |
| D. Glamack     | 13              | 15              | 11              | 4               | 0               | 13     | 15     | 11     | 4      | 0      |
| R. Gray        | 1               | 0               | 0               | 0               | 0               | 1      | 0      | 0      | 0      | 0      |
| T. Gregory     | 27              | 297             | 130             | 156             | 11              | 27     | 297    | 130    | 156    | 11     |
| J. Henry       | 4               | 7               | 3               | 4               | 0               | 4      | 7      | 3      | 4      | 0      |
| J. La Rusch    | 7               | 47              | 38              | 7               | 2               | 7      | 47     | 38     | 7      | 2      |
| C. Olbright    | 32              | 129             | 29              | 85              | 15              | 32     | 129    | 29     | 85     | 15     |
| J. Ornee       | 31              | 190             | 123             | 65              | 2               | 31     | 190    | 123    | 65     | 2      |
| E. Palos       | 18              | 5               | 1               | 0               | 4               | 18     | 5      | 1      | 0      | 4      |
| A. Sato        | 31              | 1               | 1               | 0               | 0               | 31     | 1      | 1      | 0      | 0      |
| I. Satterfield | 30              | 158             | 137             | 42              | 8               | 30     | 158    | 137    | 42     | 8      |
| M. Smith       | 15              | 30              | 14              | 14              | 2               | 15     | 30     | 14     | 14     | 2      |
| A. Whitt       | 1               | 1               | 1               | 0               | 0               | 1      | 1      | 1      | 0      | 0      |
| R. Windisch    | 15              | 1               | 1               | 0               | 0               | 15     | 1      | 1      | 0      | 0      |

P = presenze; PT = punti totali; AV = attacchi vincenti; MV = muri vincenti; BV = battute vincenti

## Premi individuali
- Taylor Crabb:

AVCA Division I NCAA National Player of the Year
AVCA Division I NCAA All-America First Team
All-MPSF First Team
- Connor Olbright:

AVCA Division I NCAA All-America Second Team
All-MPSF Second Team
- Taylor Gregory:

All-MPSF Freshman Team
- Andrew Sato:

All-MPSF Freshman Team